# Маленький лорд Фонтлерой
«Маленький лорд Фонтлерой» (англ. Little Lord Fauntleroy) — дитячий роман англо-американської письменниці Френсіс Годґсон Бернетт.
Роман випускався серійно у виданні «St. Nicholas Magazine» у період з листопада 1885 по жовтень 1886 років, а пізніше як книга видавництвом «Charles Scribner's Sons» у 1886 році.
Ілюстрації Реджинальд Батерста Бірча визначили модні тенденції, а роман створив прецедент в авторському праві, коли Бернетт виграв позов у 1888 році проти Е. В. Сібома щодо прав на театральну адаптацію твору.
Українською мовою роман переклала Наталка Римська.

## Сюжет
Сюжет розповідає про маленького хлопчика, на ім'я Седрик Ерол, який живе в Нью-Йорку з матір'ю після смерті свого батька. Седрік веде просте і добре життя, люблячи та піклуючись про всіх навколо. Несподівано його життя змінюється, коли дідусь, граф Дорінкурт, викликає його до Англії, щоб зробити спадкоємцем маєтку та титулу лорда Фонтлероя. Дідусь, відлюдькуватий і суворий старий, сподівається, що зробить з хлопчика аристократа. Однак Седрик, своєю добротою та щирістю, поступово змінює серце графа і змушує його стати м'якшим і доброзичливішим. Попри зусилля родичів та підступи інших людей, зокрема жінки, яка претендує на те, що її син є справжнім спадкоємцем, Седрик лишається лордом Фонтлероєм. Його відданість і благородство приносять мир і злагоду в родину.